# Acropora kimbeensis
Acropora kimbeensis là một loài san hô trong họ Acroporidae. Loài này được Wallace miêu tả khoa học năm 1999.